# Svetovno prvenstvo v nordijskem smučanju 1941
Svetovno prvenstvo v nordijskem smučanju 1941 je nepriznano svetovno prvenstvo v nordijskem smučanju, ki je potekalo med 1. in 10. februarjem 1941 v Cortini d'Ampezzo, Italija, v šestih disciplinah. Mednarodna smučarska zveza leta 1946 na zasedanju tega prvenstva ni priznala, ker niso mogle nastopati vse države, posamične medalje so dovolili, toda uradno niso prištete med medalje svetovnih prvenstev v nordijskem smučanju.

## Dobitniki medalj

### Smučarski teki
| Disciplina | Zlato                                                                            | Zlato   | Srebro                                                                       | Srebro  | Bron                                                                                     | Bron    |
| 18 km      | Alfred Dahlqvist                                                                 | 1:05:25 | Jussi Kurikkala                                                              | 1:07:35 | Lauri Silvennoinen                                                                       | 1:08:13 |
| 50 km      | Jussi Kurikkala                                                                  | 3:36:35 | Mauritz Brannström                                                           | 3:38:17 | Alfred Dahlqvist                                                                         | 3:41:41 |
| 4 x 10 km  | Finska · Martti Lauronen · Jussi Kurikkala · Lauri Silvennoinen · Eino Olkinuora | 2:31:07 | Švedska · Carl Pahlin · Donald Johansson · Nils Östensson · Alfred Dahlqvist | 2:32:15 | Italija · Aristide Compagnoni · Severino Compagnoni · Alberto Jammeron · Giulio Gherardi | 2:33:50 |

### Nordijska kombinacija
| Disciplina | Zlato          | Zlato | Srebro        | Srebro | Bron          | Bron  |
| Posamično  | Gustav Berauer | 431,8 | Pauli Salonen | 414,8  | Josef Gstrein | 406,2 |

### Smučarski skoki
| Disciplina        | Zlato        | Zlato | Srebro     | Srebro | Bron          | Bron  |
| Velika skakalnica | Paavo Vierto | 221,5 | Leo Laakso | 220,5  | Sven Selånger | 218,3 |

### Patruljni teki
| Disciplina | Zlato                                                                          | Zlato   | Srebro  | Srebro  | Bron    | Bron    |
| 25 km      | Švedska · Wilhelm Hjukström · Martin Matsbo · Nils Östensson · Gösta Andersson | 2:13:21 | Nemčija | 2:20:17 | Italija | 2:23:55 |

## Medalje po državah
| Poz | Država  | Zlato | Srebro | Bron | Skupaj |
| 1   | Finska  | 3     | 3      | 1    | 7      |
| 2   | Švedska | 1     | 2      | 2    | 5      |
| 3   | Nemčija | 1     | 0      | 1    | 2      |
| 4   | Italija | 0     | 0      | 1    | 1      |